# Lewis Moore
Lewis Moore (* 4. Juni 1998 in Bathgate) ist ein schottischer Fußballspieler, der bei Heart of Midlothian unter Vertrag steht.

## Karriere
Lewis Moore wurde im Jahr 1998 in der etwa 20 km von der schottischen Hauptstadt Edinburgh entfernten Stadt Bathgate geboren. Er begann seine Karriere in den Nachwuchsmannschaften von Heart of Midlothian. Der Mittelfeldspieler wurde bei den Hearts zum besten U-17-Spieler des Jahres 2015 gewählt. Am 15. Mai 2016, dem letzten Spieltag der Scottish Premiership 2015/16, gab Moore sein Profidebüt bei den Hearts, als er im Heimspiel gegen den FC St. Johnstone in der Startelf stand. In der Saison 2016/17 wurde Moore an den Viertligisten FC Cowdenbeath verliehen, für den er 32 Ligaspiele absolvierte und dabei drei Tore erzielen konnte. Nach dem Ablaufen der Leihe kam er zum Start der neuen Saison zurück zu den Hearts. In den beiden folgenden Spielzeiten wurde Moore an Forfar Athletic und den FC Falkirk verliehen.